# Deklination (lingvistik)
Deklination (latin declinatio, av declinare, "böja") är inom grammatiken böjningen av nominala ordklasser: substantiv, adjektiv, pronomen och räkneord. Ordet används också om kategorier av böjningsmönster hos substantiven inom språk där det existerar flera varianter och hos adjektiven i (främst) språk där de kongruensböjs med sina substantiv i diverse former.
Deklination är den ena underavdelningen av morfologin (ordböjningsläran). Den andra är konjugation, som är verbböjning.

## Svenska substantiv
I svenskans substantivböjning brukar man tala om fem eller sex deklinationer. Indelningen varierar beroende på om den lilla grupp ord som endast har -r som pluralissuffix, till exempel ko, tå och ändelse, ska räknas som en egen deklination eller som en undergrupp till tredje deklinationen. I Svenska Akademiens språklära finns följande indelning i deklinationer:
- Första deklinationens pluraländelse är -or: flicka, flickor
- Andra deklinationens pluraländelse är -ar: pojke, pojkar
- Tredje deklinationens pluraländelse är -er: stad, städer
- Fjärde deklinationens pluraländelse är -r: linje, linjer
- Femte deklinationens pluraländelse är -n: märke, märken
- Sjätte deklinationen saknar pluraländelse: barn, hus, lingon

De flesta ord i de fyra första deklinationerna har genus utrum. Undantag finns främst i tredje deklinationen (vissa lånord med betoning på slutstavelsen, till exempel parti-er). Till femte och sjätte deklinationen hör främst ord med genus neutrum. Förutom neutrala ord hör också "utrala" personbeteckningar på suffixen -are, -(i)er och -iker, till exempel snickare, indier och magiker, till sjätte deklinationen. De skiljer sig emellertid från deklinationens övriga ord i bestämd form pluralis.